# Тёмная траурная мухоловка
Тёмная траурная мухоловка (Peneothello cyanus) — вид птиц из семейства австралийских зарянок (Petroicidae).

## Распространение
Новая Гвинея: горная часть и местами север острова. Естественной средой обитания являются субтропические и тропические влажные горные леса. Встречаются на высотах от 900 до 2750 м.

## Описание
Длина 14-15 см. Оперение голубое с серым, хвост и маховые перья серо-чёрные. Ноги и клюв птицы чёрные, глаза — тёмно-коричневые.

## Размножение
Гнездо строят в виде глубокой чаши. В кладке 1-2 яйца, цвет которых варьируется от бледно-зелёного до оливкового. Размеры: 23,5 мм x 17-19 мм.
Птица насекомоядна.